# Семісола
Семісо́ла (рос. Семисола, марій. Семисола) — присілок у складі Моркинського району Марій Ел, Росія. Адміністративний центр Семісолинського сільського поселення.

## Населення
Населення — 362 особи (2010; 378 у 2002).
Національний склад (станом на 2002 рік):
- лучні марійці — 95 %